# Kazajistán en los Juegos Paralímpicos de Sochi 2014
Kazajistán estuvo representado en los Juegos Paralímpicos de Sochi 2014 por cinco deportistas, tres hombres y dos mujeres. El equipo paralímpico kazajo no obtuvo ninguna medalla en estos Juegos.